# Krasobruslení na Zimních olympijských hrách 1924
Krasobruslení se poprvé objevilo na IV. letních olympijských hrách roku 1908 v Londýně a hrách VII. letní olympiády roku 1920 v Antverpách v rámci tzv. týdne zimních sportů na olympijských hrách. Na programu I. zimní olympiády v Chamonix byly na pořadu soutěže mužů, žen a sportovních dvojic. Místem soutěží se stal Stade Olympique (Olympijský stadion) v centru Chamonix. Soutěž probíhala na dvou ledových plochách 50 × 60 metrů, zatímco po obvodu byla vedena rychlobruslařská zakřivená dráha, dlouhá 400 m. Kromě krasobruslařských soutěží se zde odehrával také hokejový turnaj.

## Medailové pořadí zemí
| Pořadí | Země                         | Zlato | Stříbro | Bronz | Celkově |
| ------ | ---------------------------- | ----- | ------- | ----- | ------- |
| 1.     | Rakousko (AUT)               | 2     | 1       | 0     | 3       |
| 2.     | Švédsko (SWE)                | 1     | 0       | 0     | 1       |
| 3.     | Finsko (FIN)                 | 0     | 1       | 0     | 1       |
| 3.     | Spojené státy americké (USA) | 0     | 1       | 0     | 1       |
| 5.     | Velká Británie (GBR)         | 0     | 0       | 1     | 1       |
| 5.     | Francie (FRA)                | 0     | 0       | 1     | 1       |
| 5.     | Švýcarsko (SUI)              | 0     | 0       | 1     | 1       |
|        | Celkem                       | 3     | 3       | 3     | 9       |

## Medailisté

### Muži
Závod se skládal z povinných cviků – závodník musel absolvovat šest povinných figur – a z pětiminutového volného programu. Závodu se nezúčastnili mistr světa z roku 1923, Fritz Kachler z Rakouska a maďarský mistr Andor Szende, takže boj o olympijský titul se zúžil na souboj Gillise Grafströma a Willyho Böckla. V předchozích dvou vzájemných utkáních vždy zvítězil Švéd. Grafström byl excelentní v povinných jízdách a byl také pokládán za elegantního tanečníka s nesmírným citem pro hudbu. Po nejlepších povinných cvicích mu stačilo k obhajobě vítězství z roku 1920 druhé místo ve volných jízdách. Vídeňák Willy Böckl sice zajel nejlepší volnou jízdu, ale body mu na první místo nestačily. Přes pád ve volné jízdě Grafström, i díky některým z rozhodčích, kteří ho zařadili na první místo, zvítězil.
Problémy s rozhodčími poznamenaly i umístění československého reprezentanta Josefa Slívy. Jeho výbornou volnou jízdu jeden z rakouských rozhodčích dokonce ohodnotil nejnižší známkou a byl po protestu československé výpravy oprávněně ze sboru rozhodčích odvolán. Výsledky se však samozřejmě neměnily a tak československý reprezentant skončil na čtvrtém místě.
John Page, Nathaniel Niles, Melville Rogers a Pierre Brunet bojovali také v soutěži sportovních dvojic. Pro Gillise Grafströma a Nathaniela Nilese to byly již druhé olympijské hry.
| Disciplína | Zlato                            | Výkon  | Stříbro                      | Výkon  | Bronz                              | Výkon  |
| ---------- | -------------------------------- | ------ | ---------------------------- | ------ | ---------------------------------- | ------ |
| muži       | Gillis Grafström · Švédsko (SWE) | 367,89 | Willy Böckl · Rakousko (AUT) | 359,82 | Georges Gaitschi · Švýcarsko (SUI) | 319,07 |

Oficiálně byli klasifikováni pouze závodníci na prvních šesti místech. Další závodníci jsou v oficiálních výsledcích z olympiády uvedeni jako neklasifikovaní.

### Ženy
Ke startu bylo přihlášeno osm krasobruslařek ze šesti zemí. Závod se skládal z povinných cviků (šest figur) a volné čtyřminutové jízdy. Mezi rozhodčími byli také Fin Walter Andreas Jakobsson a Belgičan Georges Wagemans, kteří později startovali v soutěži sportovních dvojic. S obhájkyní olympijského zlata Magdou Julinovou a Sveou Norénovou zde chyběly dvě velké favoritky, takže Herma Szaboová, mistryně světa z let 1922 a 1923, téměř bez obtíží vyhrála jak povinné cviky, tak i volné jízdy. Spolu s Willy Böcklem byla členkou Vídeňského bruslařského spolku a její medaile byla první zlatou medailí pro Rakousko v historii zimních olympiád. Překvapivé stříbro pak získala závodnice z New Yorku, Beatrix Loughranová, která přijela do Chamonix jako vicemistryně své země. Mistryně Spojených států Theresa Blanchardová-Weldová skončila až čtvrtá, když v boji o bronz těsně podlehla Britce Ethel Muckeltové.
Jako poslední skončila Sonja Henie, která se stala se svými 11 roky a 295 dny nejmladší účastnicí I. zimních olympijských her. Tisk ji od této olympiády někdy také láskyplně nazýval slečna Hopla, protože při pádu na počátku své volné jízdy prohlásila pouze „hopla“ a začala jízdu znovu od začátku. Jinak Henieová moc pozornosti soupeřek nevzbudila, pouze vítězná Herma Szaboová okomentovala její účast slovy: „S dětmi nezávodím!“ Později Henieová mezi roky 1928 a 1936 třikrát tuto soutěž vyhrála.
Ethel Muckeltová, Theresa Blanchardová, Andrée Jolyová a Cecil Smithová startovaly také v soutěži sportovních dvojic. Pro Muckeltovou a Blanchardovou to byly již druhé olympijské hry.
| Disciplína | Zlato                           | Výkon  | Stříbro                                            | Výkon  | Bronz                                   | Výkon  |
| ---------- | ------------------------------- | ------ | -------------------------------------------------- | ------ | --------------------------------------- | ------ |
| ženy       | Herma Szaboová · Rakousko (AUT) | 299,17 | Beatrix Loughranová · Spojené státy americké (USA) | 279,85 | Ethel Muckeltová · Velká Británie (GBR) | 250,07 |

Oficiálně byli klasifikováni pouze závodnice na prvních šesti místech. Další závodnice jsou v oficiálních výsledcích z olympiády uvedeny jako neklasifikované.

### Smíšené soutěže
Olympijské soutěže sportovních dvojic se zúčastnilo 9 párů ze 7 zemí. Závod se skládal z pětiminutové volné jízdy s doprovodem dechové kapely. V soutěži se sešla většina nejlepších párů světa, chyběl pouze norský pár Alexia a Yngvar Brynovi. Závod byl napínavý do samého konce. O první místo sváděli souboj Ludowika a Walter Jakobssonovi – mistři světa z roku 1923 z Helsinek – s Helene Engelmannovou a Alfredem Bergerem – mistry světa z Vídně roku 1922.
Během soutěží došlo i k trapnému omylu, kdy se jediný kanadský pár dlouhé minuty domníval, že zvítězil a dokonce jeden z francouzských novinářů tuto domnělou senzaci zaslal do svých novin. Ve skutečnosti však tento pár skončil až sedmý. Z devíti zúčastněných párů jich bylo pět již na své druhé olympiádě.
| Disciplína        | Zlato                                                | Výkon | Stříbro                                                 | Výkon | Bronz                                          | Výkon |
| ----------------- | ---------------------------------------------------- | ----- | ------------------------------------------------------- | ----- | ---------------------------------------------- | ----- |
| sportovní dvojice | Rakousko (AUT) · Helene Engelmannová · Alfred Berger | 10,64 | Finsko (FIN) · Ludowika Jakobssonová · Walter Jakobsson | 10,25 | Francie (FRA) · Andrée Jolyová · Pierre Brunet | 9,89  |

Oficiálně byly klasifikovány pouze páry na prvních šesti místech. Další páry jsou v oficiálních výsledcích z olympiády uvedeny jako neklasifikované.